# Batothecoides yakushimensis
Batothecoides yakushimensis är en stekelart som först beskrevs av Watanabe 1938.  Batothecoides yakushimensis ingår i släktet Batothecoides och familjen bracksteklar. Inga underarter finns listade.